# Elisabeth von Eicken
Elisabeth von Eicken (Mülheim an der Ruhr, 18 de julio de 1862 - Potsdam, 21 de julio de 1940) fue una pintora de paisajes alemana.

## Biografía
Fue la tercera hija de Anna Elisabeth Borchers (1836-1916) y Hermann Wilhelm von Eicken (1816-1873), en la ciudad de Mülheim an der Ruhr. Asistió al liceo municipal "Luisenschule" en su ciudad natal de 1871 a 1878. Después de estudiar en Merano, Menton, Ginebra y Berlín, continuó su formación en París con el grabador y pintor francés de paisajes Edmond Yon. En este período estuvo fuertemente influenciada, en su pintura de paisajes, por la Escuela de Barbizon y por el pintor británico Alfred Sisley.
Desde 1894, trabajó como autónoma en la colonia de artistas en Ahrenshoop y en Berlín-Grunewald. Ese año de 1894 construyó una casa en Ahrenshoop, donde estuvo cerca de los fundadores de la colonia de artistas, incluidos Paul Müller-Kaempff, Friedrich Wachenhusen, Anna Gerresheim y Fritz Grebe. En Berlín estuvo representada regularmente, desde 1894, en la Gran Exposición de Arte de Berlín, y también en exposiciones de arte internacionales, incluidas Munich, París y San Luis. Fue miembro de la Asociación de Mujeres Artistas de Berlín y de la Cooperativa General de Artes Alemanas. En 1895 se casó con Henry Edler von Paepke, el señor de la mansión de Quassel cerca de Lübtheen en Mecklenburg.

## Obra (selección)
Gran exposición de arte de Berlín
- 1894: Waldeinsamkeit (Soledad del bosque); Aus der Picardie (de la Picardía); Regenstimmung - en Ahrenshoop (estado de ánimo de lluvia)
- 1895: Bauernhof en Mecklenburg (Granja); Die letzten Blätter (Las últimas hojas); Tannenwald (abetos forestales); Birken im Spätherbst (abedules a finales del otoño)
- 1896: Wenn die Natur zur Ruhe geht (Cuando la naturaleza descansa); Unser deutscher Wald (Nuestro bosque alemán); Waldeszauber (Magia del bosque)
- 1897: Memento mori ; Herbst im Walde (Otoño en el bosque));[4] Auf der InseI Bornholm (en la isla de Bornholm); Waldesweben (Tejido forestal) (Acuarela); Das Geheimnis des Waldes (El secreto del bosque) (W); Dorfmotiv im Nebel (Escena de aldea en la niebla) (W)
- 1898: Octobermorgen im Walde (Mañana de octubre en el bosque); Im Spätherbst (otoño tardío) (W); Am Entenpfuhl (En el lodo cavado) (W)
- 1899: Im Schutz der Dünen (Bajo la protección de Dunes); Das Geheimnis des Waldes (El secreto del bosque); Herbst-Eiche (Otoño-Roble) (W)
- 1901: Waldeinsamkeit (Soledad del bosque); Herbstgedanken (Pensamientos otoñales) (W)
- 1902: Im Steinweld ; Im Dorf (en el pueblo); Herbstgedanken (W)
- 1903: Im tiefen Schweigen liegt die Natur (La naturaleza está en profundo silencio)
- 1904: Grenshooyer Friedhof (cementerio) (temple)
- 1906: Ein stiller Winkel (Un rincón silencioso)
- 1910: Stille am Bach (Silencio en el arroyo)
- 1912: Waldbach (Forest Creek)[5]

## Galería

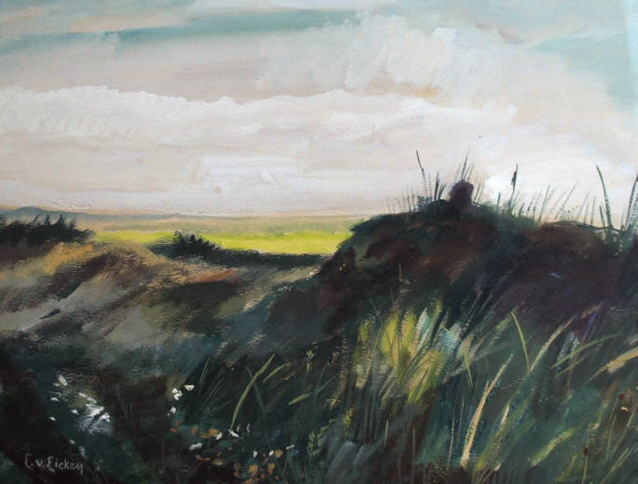
Darsslandschaft, 1940
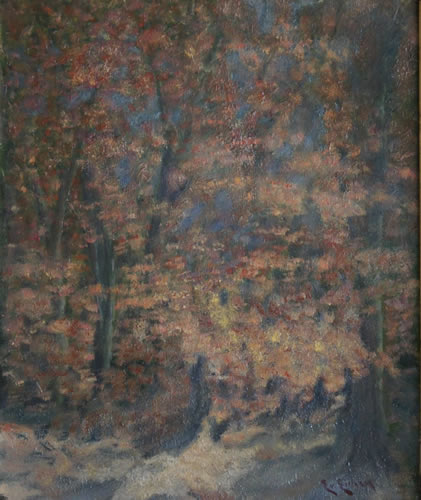
Herbst, 1940
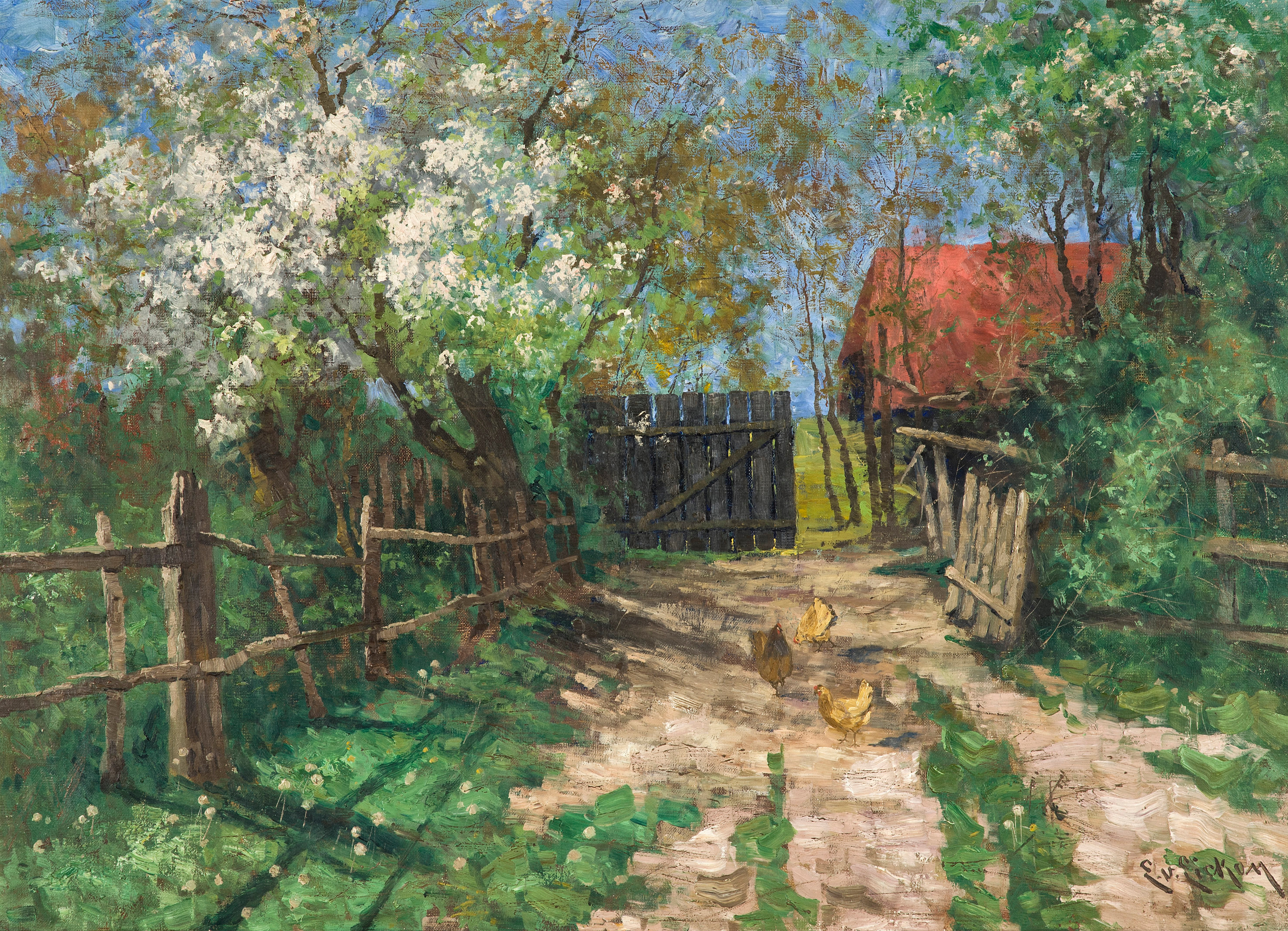
Frühling
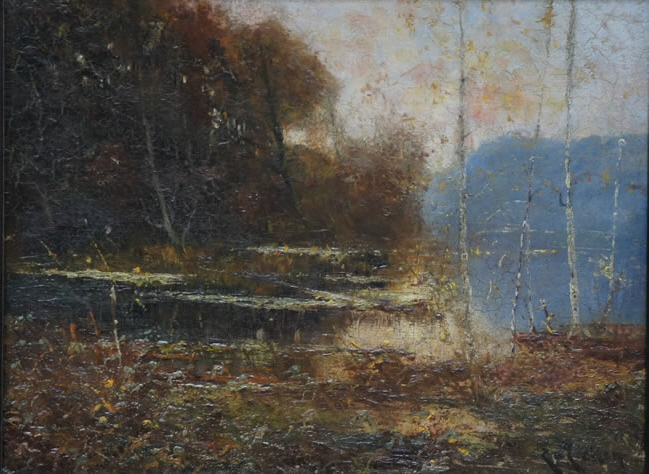
Darsswald
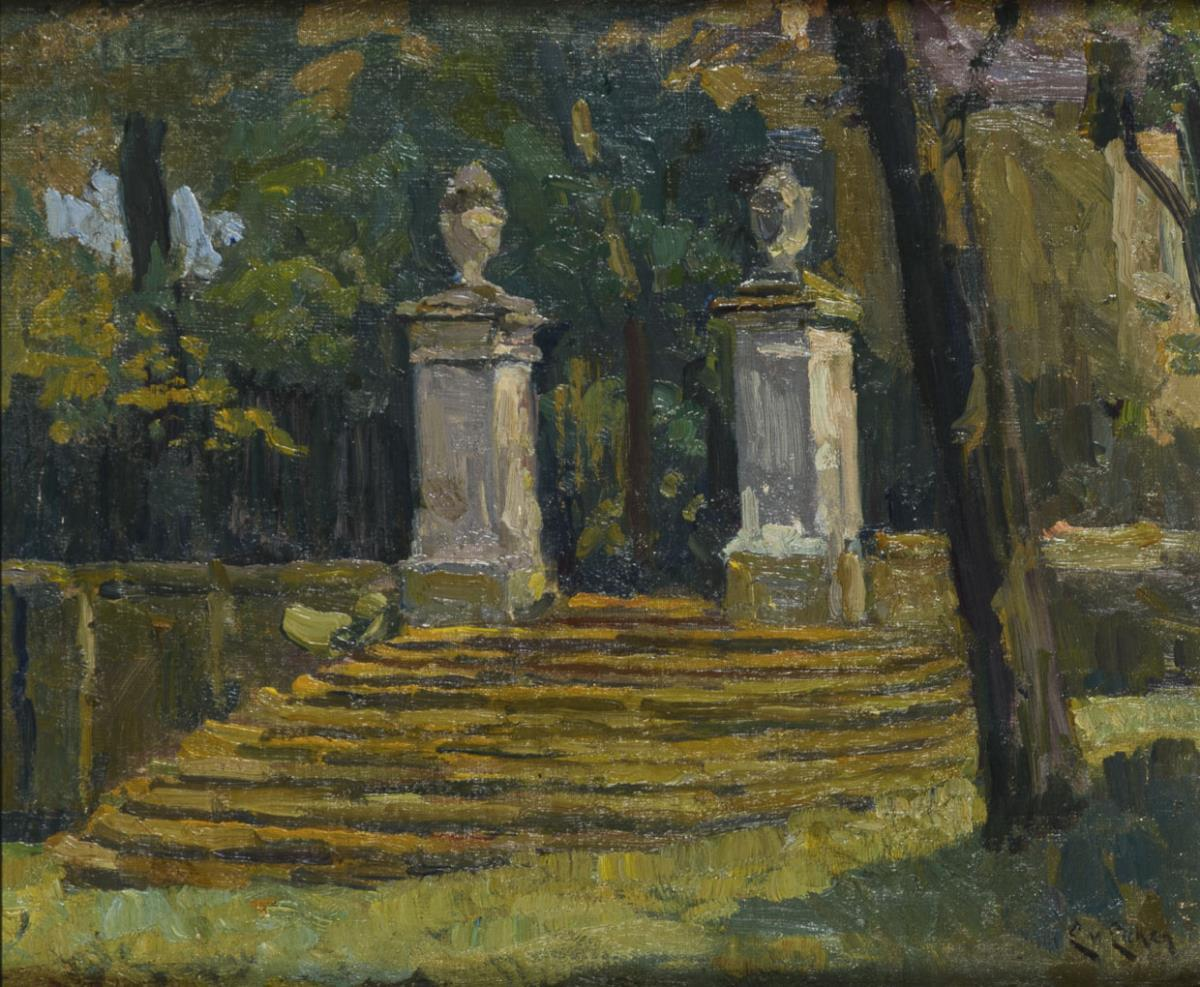
Parkeingang
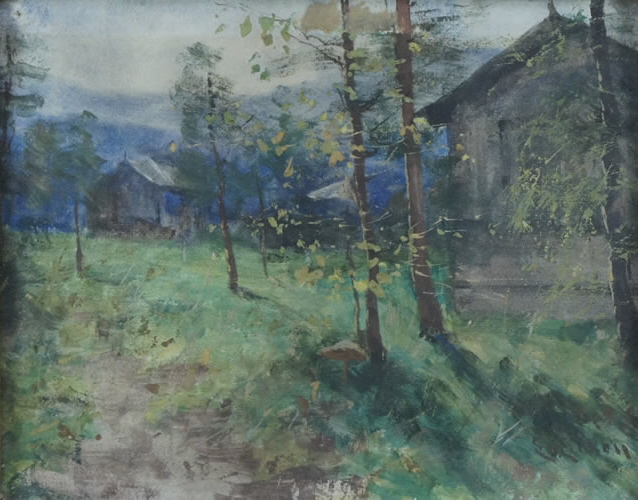
In den Bergen
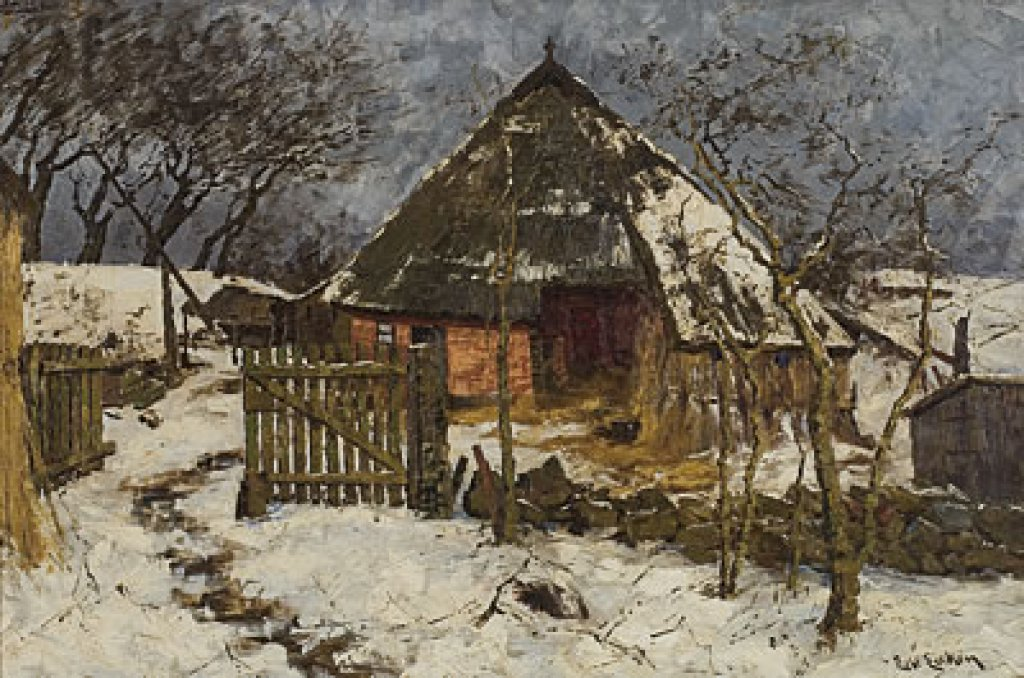
Das Dornenhaus in winterlichem Tauschnee
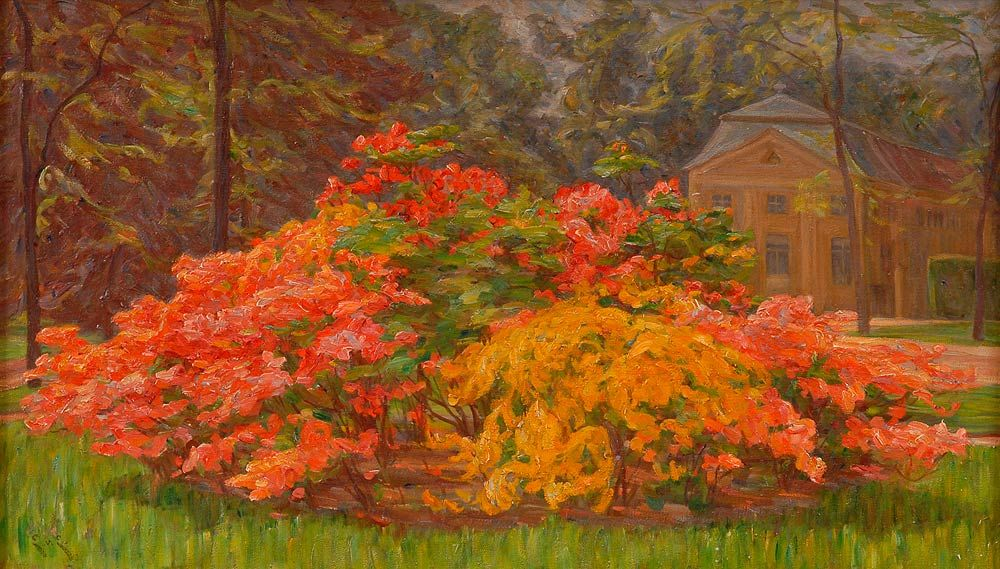
Im Park des Gutshauses Quassel
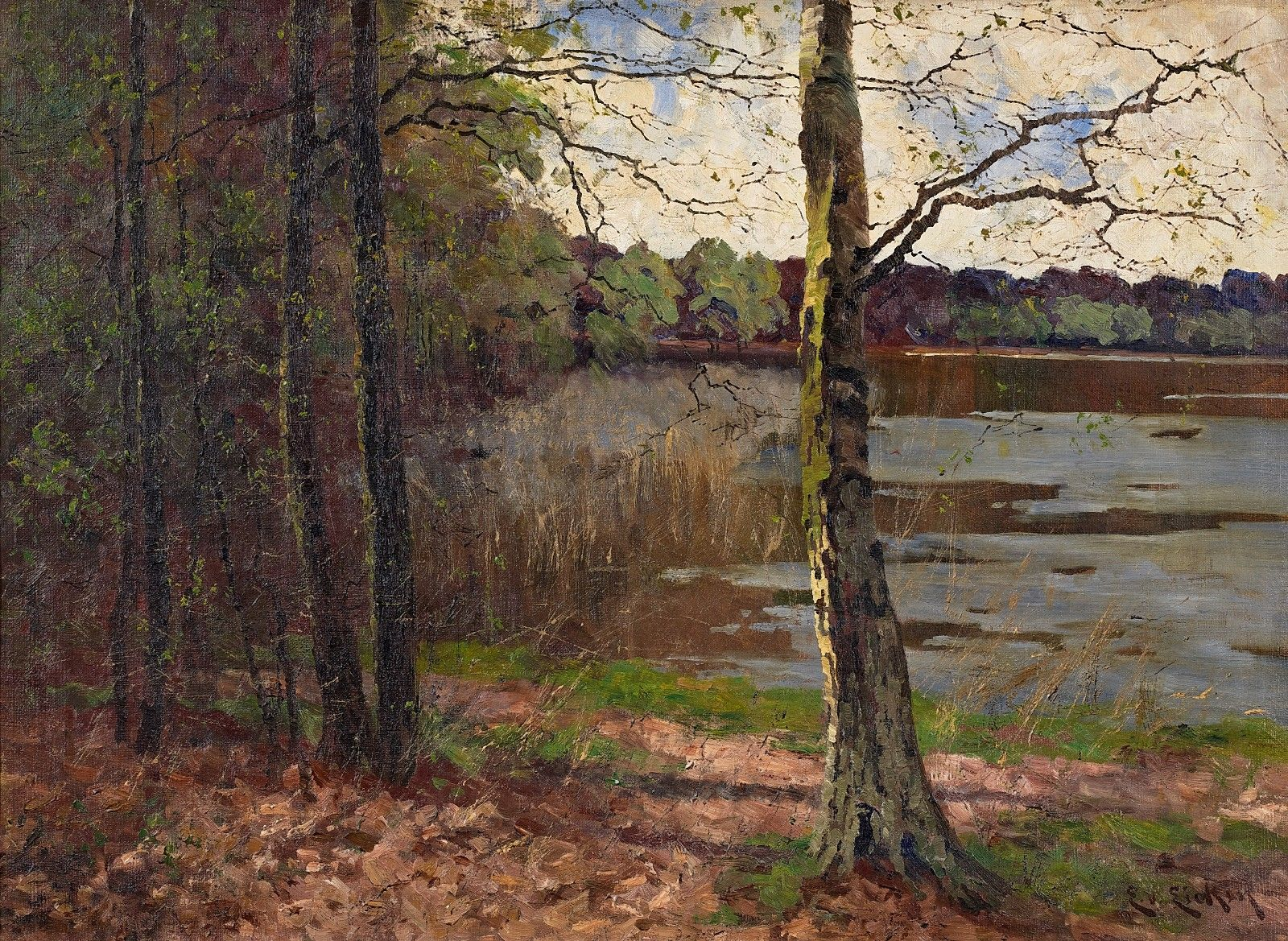
Frühling an einem See in Mecklenburg
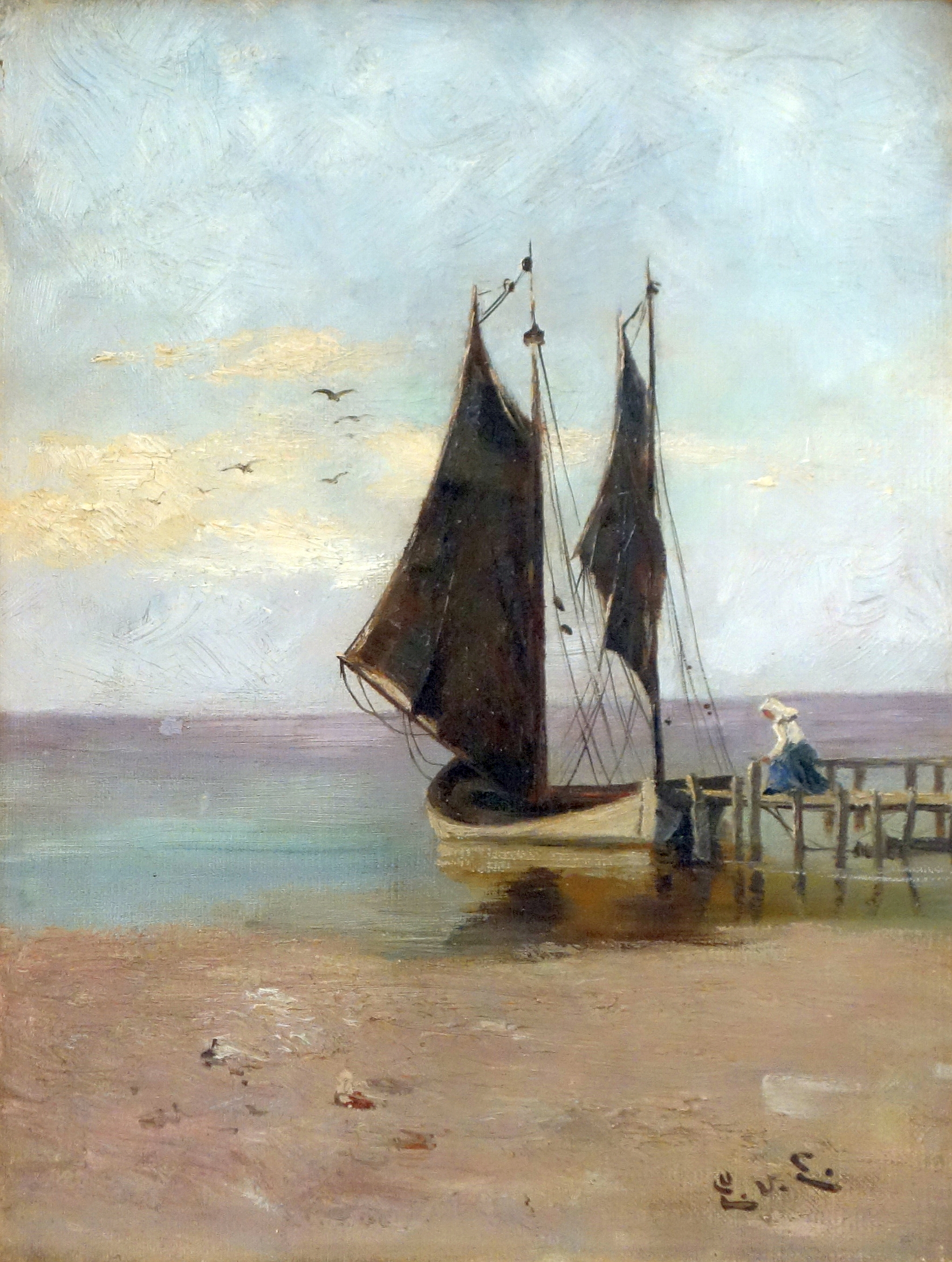
Fischer auf dem Bodden bei Ahrenshoop
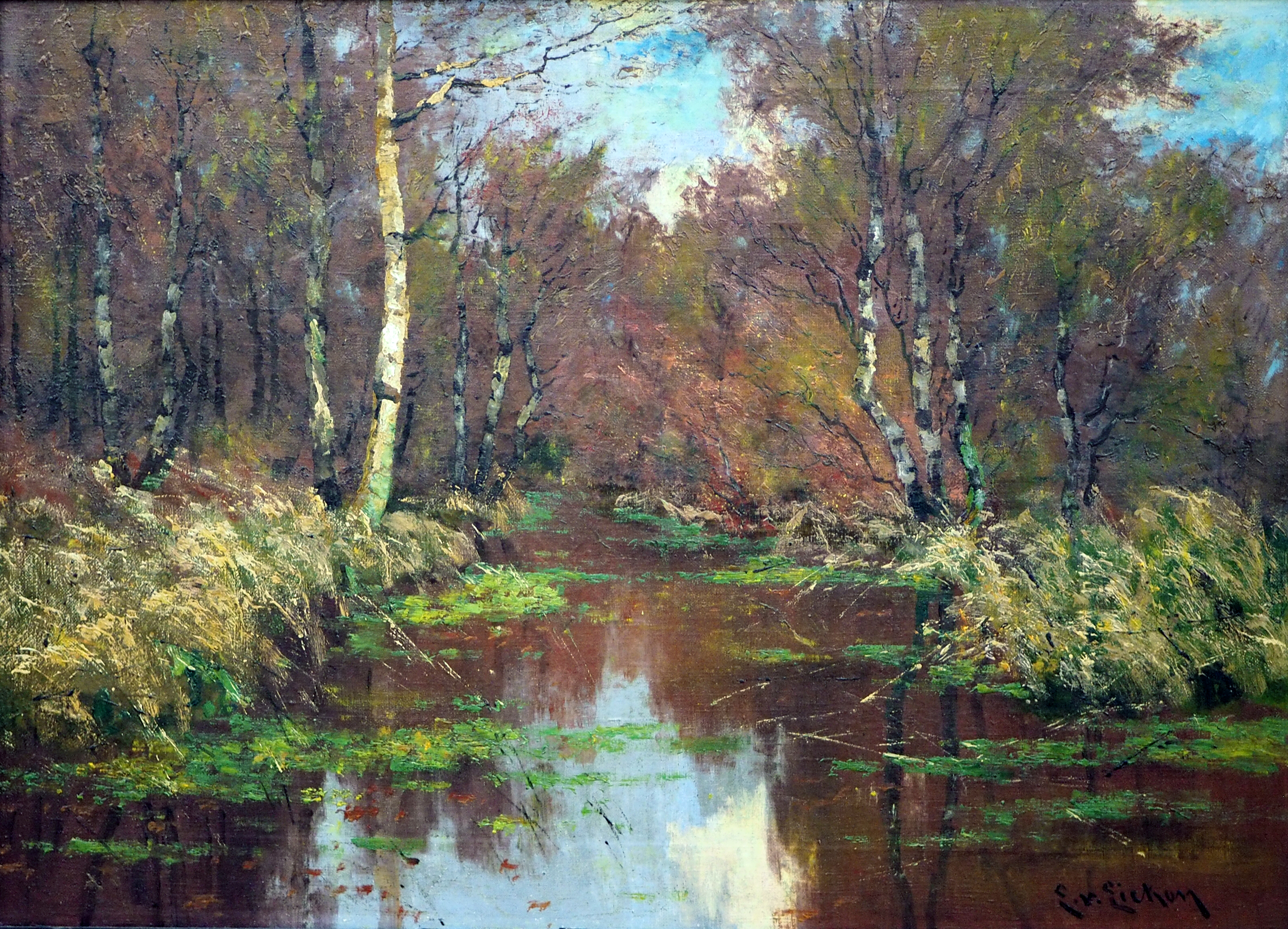
Autumn landscape
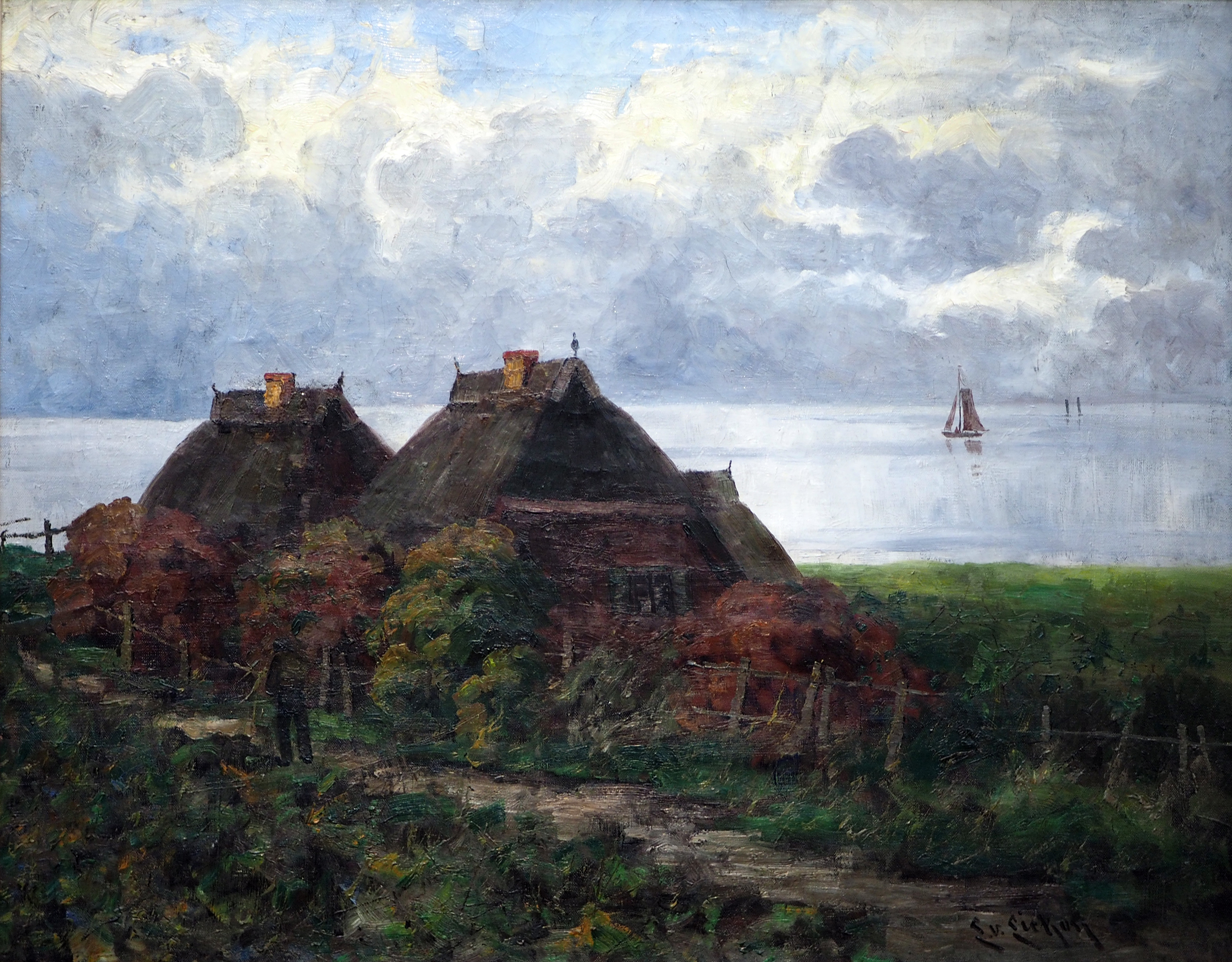
Houses at sea
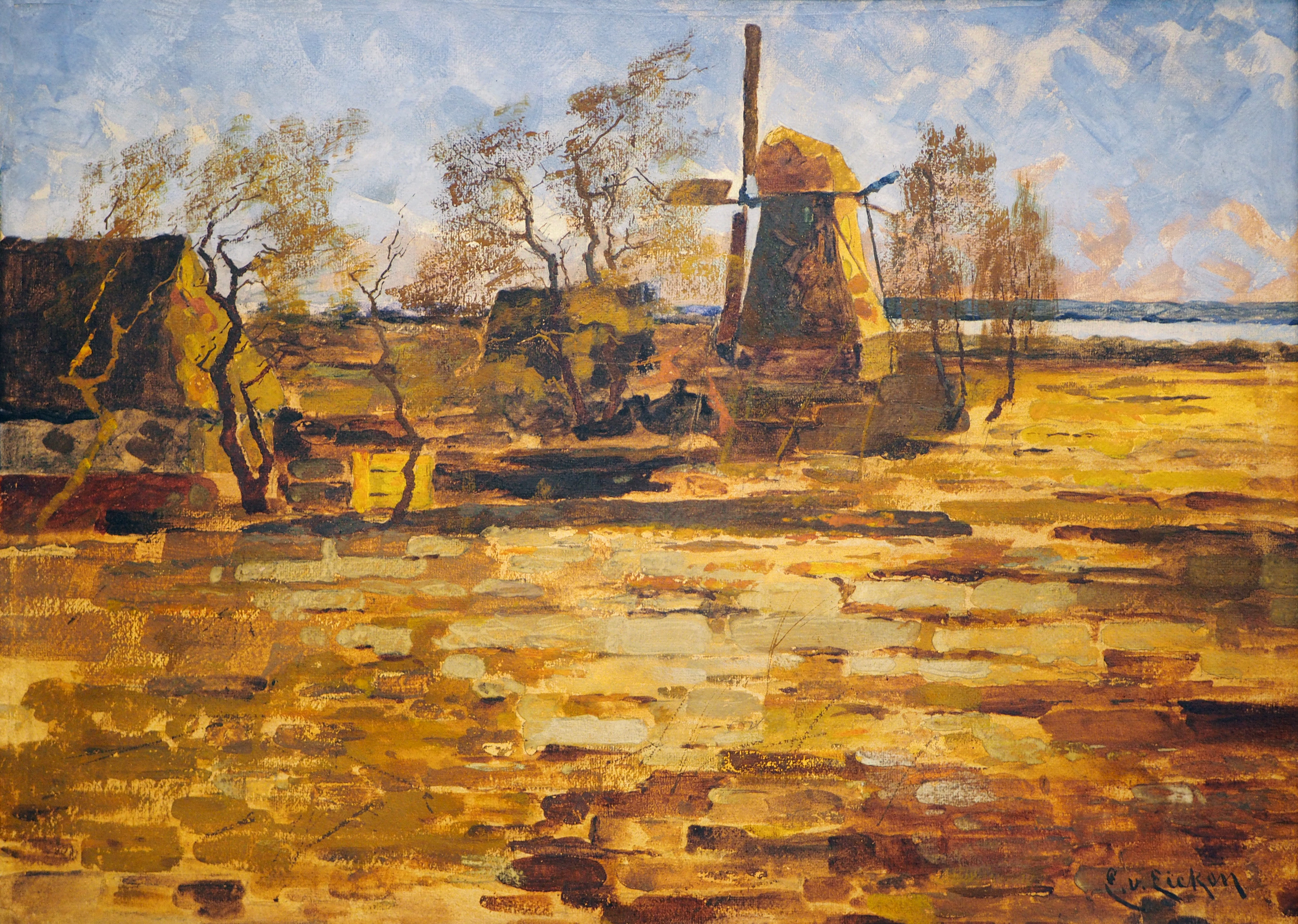
Ahrenshoop`s windmill